# Nikolaus Gottfried Stuber

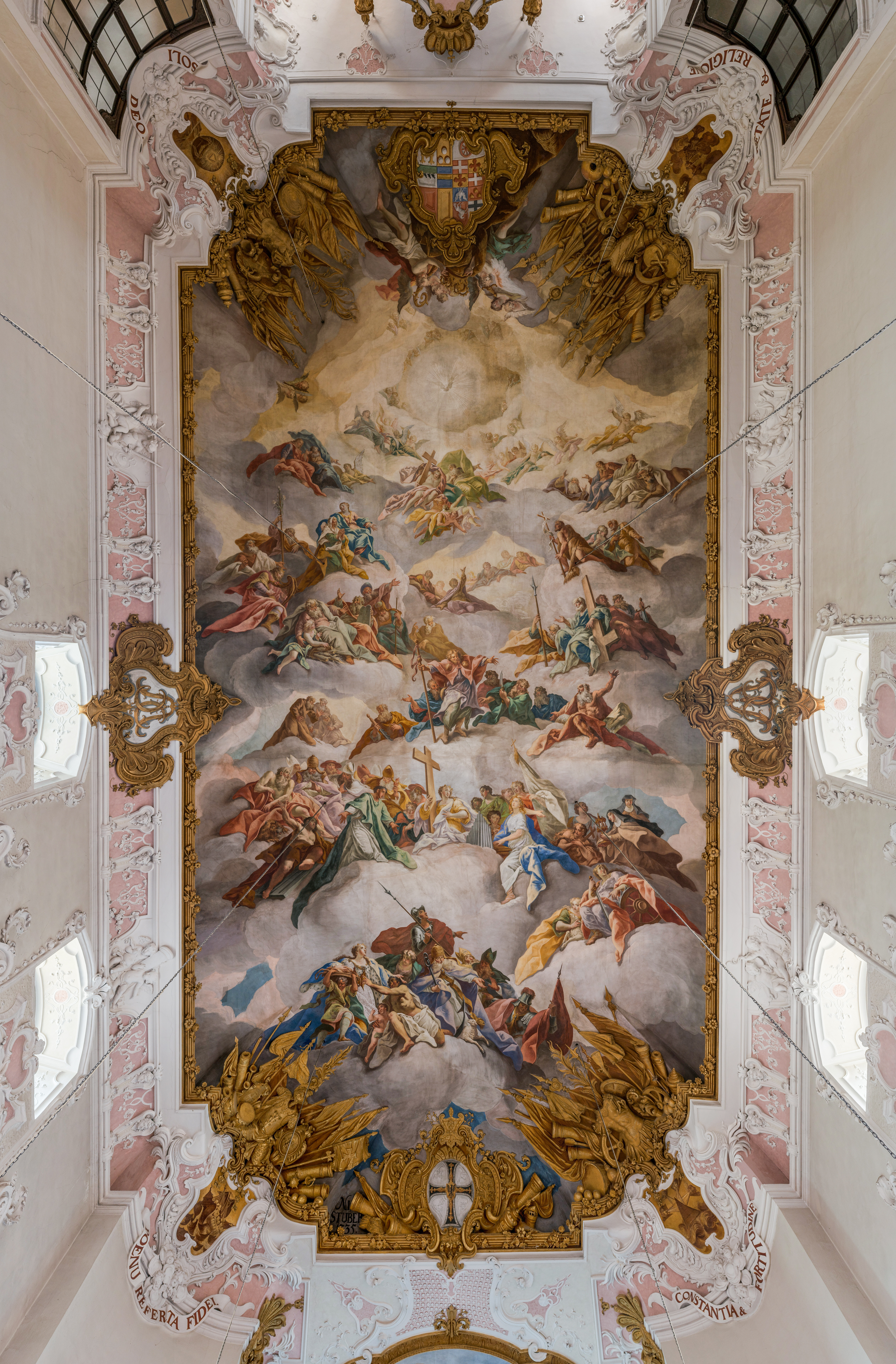
Deckenfresko in Bad Mergentheim

Nikolaus Gottfried Stuber (* 15. Januar 1688 in München; † 22. April oder 23. April 1749) war ein deutscher Maler des Barocks.
Er lernte bei seinem Vater, dem bürgerlichen Maler Caspar Gottfried Stuber (1650/51–1724), der wie Georg Asam Geselle und Schwiegersohn Nikolaus Pruggers war.
Die Brüder Asam waren Nikolaus Gottfried Stubers Cousins, ihre Mütter waren Töchter des Nikolaus Prugger.
1710 und 1713 studierte er mit seinem Vetter Cosmas Damian Asam und Franz Georg Hermann in Rom die Werke von Pietro da Cortona.
Am 3. April 1716 erhielt er in München das Meisterrecht.
Im Jahr 1723 gab er die bürgerliche Handwerksgerechtigkeit wieder auf, als er hofbefreiter Maler wurde.
Am 13. Januar 1716 heiratete er in erster Ehe Maria Eva Puck, die Tochter eines Hofseilers.
Am 21. November 1729 heiratete er in zweiter Ehe Maria Katharina Asam, Tochter von Matthias Asam, Hoflakai in Freising.
Maria Katharina Asam wurde 1774 vor der Löwenhauser Brauerei in München von einem Fass Märzenbier erschlagen.
Als Hofmaler wurde er von Joseph Effner mit Dekorativem beschäftigt.
Hier lernte er von Johann Anton Gumpp die Gestaltung von Bühnenbildern, Heiligen Gräber, Triumphgerüsten und Ehrenpforten.
Ab 1728 betrieb er Akquisition für seinen ersten prestigeträchtigen Auftrag, die Neugestaltung des Hochaltars von St. Peter (München).
Über die Vergabe des Auftrages entschied der Dekan Franz Xaver Josef von Unertl.
Mit der Beauftragung setzte er sich nicht zuletzt gegen die Gebrüder Asam durch.
Für diesen » von Ihr . churfrstl Drtl . zv Cöllen und Bayrn gdigst ( gnädigst ) approbierten Choraltars rüß « hatte Stuber bereits am 29. Juli 1728 eine Entlohnung von 50 fl. erhalten. Demnach hatte der Maler seinen Auftrag mit Zustimmung des jüngeren Bruders von Kurfürst Karl Albrecht, seiner Durchlaucht, des im Frühjahr 1728 in München weilenden Kurfürst-Erzbischofs Clemens August von Köln, wie auch mit Billigung durch den bayerischen Regenten erledigt. Dass eine solche Auftragsvergabe an einen untergeordneten Hofmaler nicht ohne eine entsprechende Beteiligung Effners erfolgte, darf als sicher gelten.
1730/31 gestaltete er inspiriert von Andrea Pozzo den Hochaltar von St. Peter.
1753/54 wurde sein Werk, die Chorkuppel in St. Peter, München übermalt.
Von 1730 bis 1735 fertigte er ein Theatrum sacrum für Max Emanuel in der Theatinerkirche (München), die Kanonisierung des Heiliger Kajetan 1671 auf der Mensa des linken Seitenaltars.
1740 beauftragte ihn Karl Albrecht von Bayern den 1558 an der Ostseite der Neuveste errichteten St. Georgs-Festsaal in ein Hoftheater umzubauen.
Theateraufführungen fanden auch in den nahe gelegenen Sommerresidenzen Nymphenburg (mit Freilufttheater und Komödiensaal), Schleißheim und Dachau statt.
1742 wurde er beauftragt, das Opernhaus am Salvatorplatz komplett umzubauen. Es war geplant, die Flächen mit der damals in Mode befindlichen aufwändiger Muschelornamentik zu dekorieren. Diese Pläne wurden nicht realisiert, da der Österreichische Erbfolgekrieg die Mittel band.
Erwähnenswert ist noch der Entwurf für das Reiterdenkmal Karl Alberts (1741) und verschiedene Apotheosen anderer Kurfürsten (1742). Stuber ist am 22. April 1749 in München gestorben.
Nach 1730 war Stuber viel außerhalb Münchens beschäftigt (Bonn, Mergentheim, Würzburg).
Zu seinen wichtigsten Werken gehört das Altarbild der Klosterkirche in Aldersbach (1720/30), die Neugestaltung des Hochaltars der Stadtpfarrkirche St. Peter in München (ab 1730) sowie das Deckenfresko Die Verteidigung des Glaubens der Kirche des Deutschordensschlosses in Bad Mergentheim (1731–1734).
Im Taufbuch von Brühl bei Köln wird er 1731 „kurfürstlicher Hofmaler“ genannt.
Vermutlich arbeitete er auch gemeinsam mit seinem Vater Caspar Gottfried Stuber an den Deckenfresken in der alten Pfarrkirche St. Margaret in Untersendling.

## Werke (Auswahl)
- 1712: Deckenfresken in der alten Pfarrkirche St. Margaret in Untersendling
- 1718: Deckenfresken in der Pfarrkirche St. Valentin in Unterföhring
- 1720–1734: Altarbild der Klosterkirche in Aldersbach
- 1731–1734: Deckenfresko in der Kirche des Deutschordensschlosses in Bad Mergentheim
- 1732: Ausmalung der Würzburger Neumünsterkuppel (die Ausmalung war nach 1945 weitgehend zerstört und wurde kopiert)
- 1736: Fresken in der Neumünsterkirche in Würzburg (die Ausmalungen wurden zum großen Teil 1945 zerstört, jedoch nach 1945 weitgehend kopiert)[8]